# Violent Storm
Violent Storm (バイオレントストーム) est un jeu vidéo de type beat them all développé et édité par Konami sur borne d'arcade en 1993.